# Антр-дё-Гье
Антр-дё-Гье́ (фр. Entre-deux-Guiers) — коммуна во Франции, находится в регионе Рона — Альпы. Департамент коммуны — Изер. Входит в состав кантона Шартрёз-Гье. Округ коммуны — Гренобль.
Код INSEE — 38155. Население коммуны на 1999 год составляло 1477 человек. Населённый пункт находится на высоте от 373 до 1420 метров над уровнем моря. Муниципалитет расположен на расстоянии около 460 км юго-восточнее Парижа, 80 км юго-восточнее Лиона, 28 км севернее Гренобля. Мэр коммуны — Дени Сежурне, мандат действует с 2008 года.
Динамика населения (INSEE):